# Ордонансовые роты

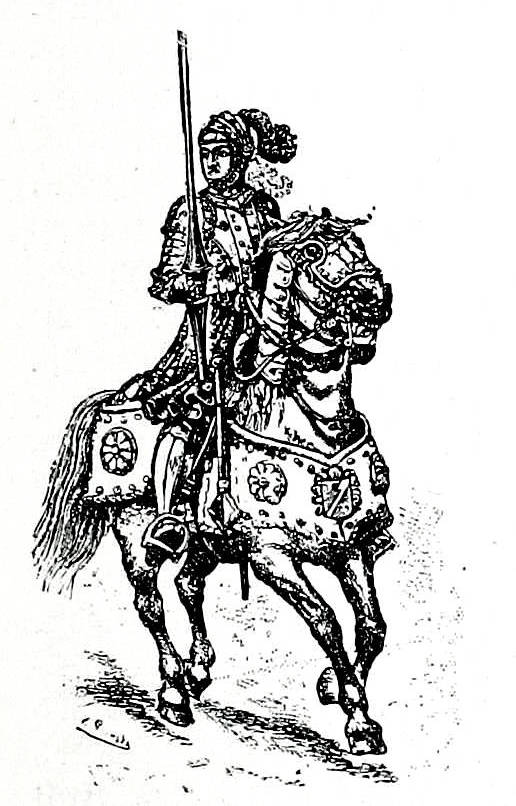
Латник ордонансовой роты нач. XVI в.
Рисунок из статьи «История военного искусства»
(«Военная энциклопедия Сытина»; 1913 год)

Ордона́нсовые ро́ты (фр. compagnies d'ordonnance) — самые первые постоянные (профессиональные) военные части в распоряжении короля Франции. Существовали с 1445 года по XVI век.

## История

### Во Франции
После освобождения большей части Франции от владычества англичан и заключения Турского перемирия Карл VII, убедившись в недостатках своих ленных ополчений и наёмных банд, решился совершенно преобразовать устройство французской вооружённой силы. 26 мая 1445 года он издал постановление о сформировании на территории Лангедойля (Северной Франции) 15 так называемых ордонансовых рот. В следующем году к ним были добавлены ещё 5 рот на территории Лангедока (Южной Франции).
Каждая рота по штату состояла из 600 всадников в составе 100 «копий», разбитых на 10 десяток. На практике рота могла иметь от 30 до 110 «копий» в своём составе, то есть её реальная численность далеко не всегда совпадала со штатной.
«Копьё» состояло из шести человек: тяжеловооружённого жандарма, который не обязательно был рыцарем, оруженосца-кутилье, трёх стрелков (лучников или арбалетчиков) и пажа. По другим данным, стрелков было двое, а шестым членом «копья» был слуга. Также рота имела штаб в составе капитана, лейтенанта (являлся заместителем капитана), двух знаменосцев и квартирмейстера.
В мирное время они размещались по всему государству, содержались на особо установленную подать (la taille) и правильно обучались военному делу, представляя собой, таким образом, первое постоянное регулярное войско во Франции. Бургундский мемуарист Оливье де Ламарш, ставший в 1471 году капитаном, или кондюкто, первой роты жандармов Карла Смелого, рассказывает, что во французском королевстве после создания в 1445 году ордонансовых рот, стоимость рыцарских лошадей сильно выросла, поскольку нашлось немало желающих продемонстрировать свою экипировку и выучку, чтобы устроиться на королевскую службу.
При Людовике XI служить в ордонансовых ротах считали за честь знатнейшие представители французского дворянства. Малейшее упущение по службе или дурное поведение влекло за собой исключение виновного из роты.
В XVI веке ордонансовые роты перестали существовать.

### В Бургундии
Наподобие французских были организованы ордонансовые роты и в бургундской армии Карла Смелого, с той разницей, что в состав их входила и пехота.
- Абвильский ордонанс, 31 июля 1471 года. Герцог повелел сформировать 12 рот, включающих 1250 жандармов, 1250 кутилье, 3750 конных лучников и по 1250 пеших арбалетчиков, пикинёров и кулевринеров, итого 10000 человек, плюс 1250 пажей (не участвовали в боевых действиях)[11].

Каждая рота состояла из 100 «копий» сведённых в 10 десяток. Десятка делилась на две «камеры» — одна из 6 «копий», другая из 4. Командир «шестёрки» (дизанье) был одновременно командиром десятки, командир «четвёрки» находился в его подчинении. «Копьё» состояло из жандарма, кутилье, трёх конных лучников, арбалетчика, кулевринера, пикинёра и пажа.
Всего в роте было 900 человек, включая 100 пажей: по 100 жандармов и кутилье, 300 конных лучника и по 100 пеших арбалетчика, кулевринеров и пикинёров. Ротой командовал кондюкто (фр. conducteur), имевший также небольшой штаб: 1—2 трубача (фр. trompettes), хирург, офицер (комиссар), следивший за порядком (фр. commissaire), нотариус (фр. notaire), казначей (фр. tresorier, auditeur) с помощником.
- Боэн-ан-Вермандуасский ордонанс, 13 ноября 1472 года. Согласно этому ордонансу рота теперь делилась на три части: тяжёлая кавалерия, образованная жандармами, и кутилье, отдельно конные стрелки и отдельно пехота. Каждый из этих отрядов передвигался в походе и действовал на поле боя вполне самостоятельно, командиром отряда назначался один из жандармов, выбранный для этой роли кондюкто. Деление на «копья», десятки и камеры сохранялось, но их командиры решали теперь только ограниченный круг вопросов, не связанный с непосредственным ведением боевых действий.

- Сен-Максиминский ордонанс, октябрь 1473 года. По этому ордонансу рота делилась на четыре эскадры, эскадра состояла из четырёх «камер», в каждой «камере» было шесть «копий». Кроме того, отдельное «копьё» имел командир эскадры — фр. chief d’escadre. Всего в эскадре 25 «копий», в роте, как и прежде, 100.

- Ордонанс 1474 года. Количество рот увеличено до 22, всего 19 800 человек: 13 200 кавалеристов и 6600 пехотинцев[12].

- Лозаннский ордонанс, май 1476 года. Теперь рота состояла только из жандармов, кутилье и лучников, причём последние были спешены и организационно отличны от кавалерии. Жандармы организовывались примерно так же, как это было описано в Сен-Максиминском ордонансе: 4 эскадры по 4 «камеры», в каждой «камере» 6 «копий». В «копье» теперь было всего три человека: жандарм, кутилье и паж. Лучники же делились теперь на три сотни, каждая сотня состояла из четырёх кварт, а кварта делилась на камеры.

Пехота была выведена из состава рот и формировала отдельные отряды. Организация их была подобна организации лучников: отряд состоял из сотен (всего десять в отряде), сотня состояла из четырёх «кварт», состоявших, в свою очередь, из «камер». «Камера» состояла из шести человек, предположительно 2 пикинёров, 2 кулевринеров и 2 стрелков (лучника или арбалетчика). Исходя из такой численности «камер», можно предположить, что в кварте было 24 пехотинца, в сотне — 96 и 960 в отряде (в любом случае в ходе боевых действий численность подразделений редко совпадала с штатной). Всего ордонанс учреждал четыре пехотных отряда (фр. enfants pied) по 1000 человек.
- Указы 1476 года. Изменения периода заключались в том, что лучники были опять посажены на коней и, подобно как это ранее было сделано в отношении пехоты, организационно обособлены. Теперь они формировали отдельные роты лёгкой кавалерии — всего 24 по 100 бойцов в каждой. Жандармы образовали 12 рот тяжёлой кавалерии (также по 100 человек). Организация пехоты не изменилась, за исключением того, что отрядов теперь было только три (как и прежде, по 1000 человек) — видимо, в связи с потерями[13].